# Solvay (empresa)
Solvay es un grupo químico belga fundado en 1863. Su sede se encuentra en Bruselas y emplea a más de 9.000 personas en 40 países. 
Desde finales de 2023, tras su escisión y la creación de la nueva entidad Syensqo, Solvay se ha especializado en química esencial.
Solvay cotiza en Euronext Bruselas.

## Historia

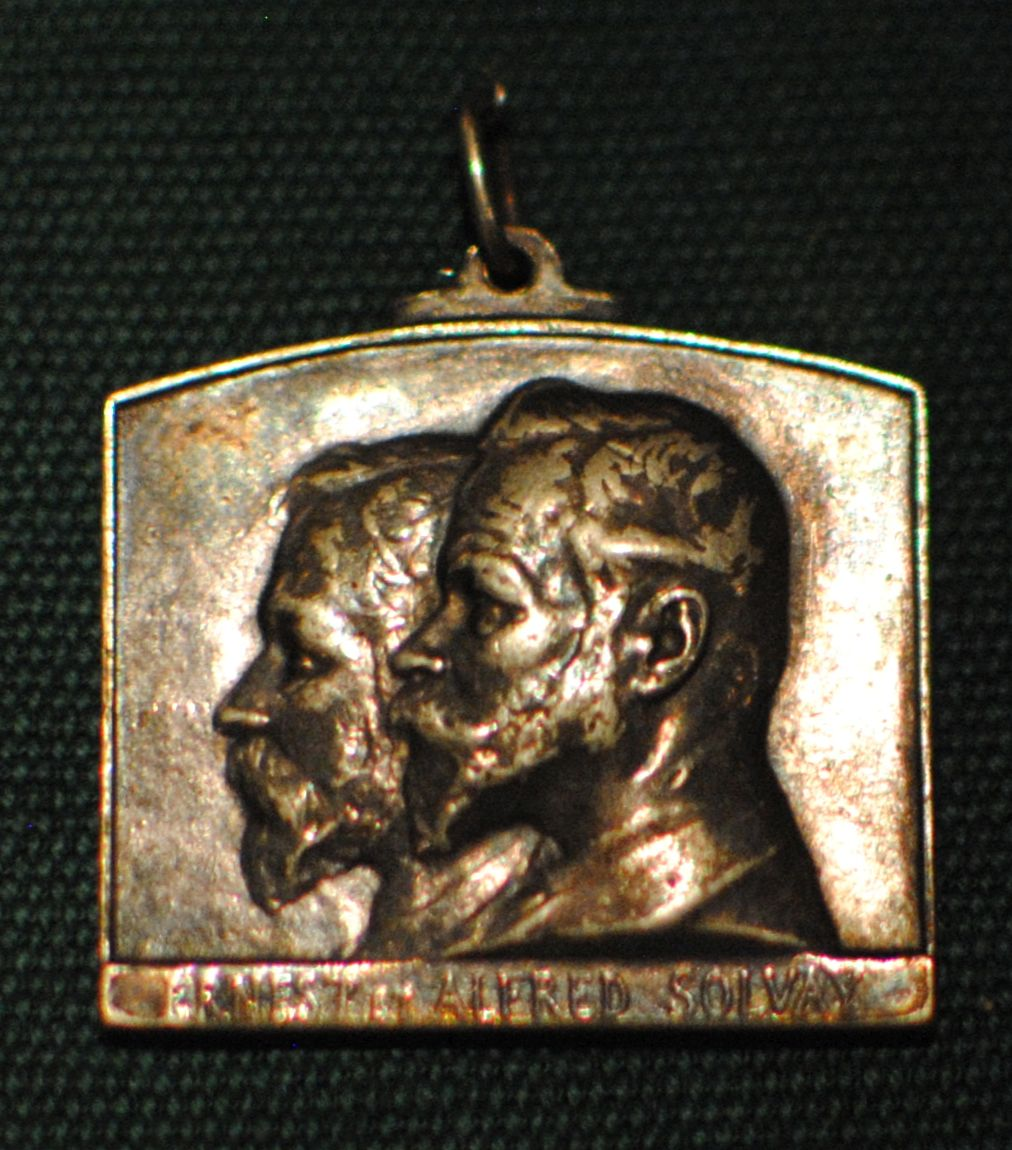
Medalla forjada en 1913 conmemorando el 50.º aniversario de Solvay y Cia.; el texto en francés cita Ernest et Alfred Solvay.

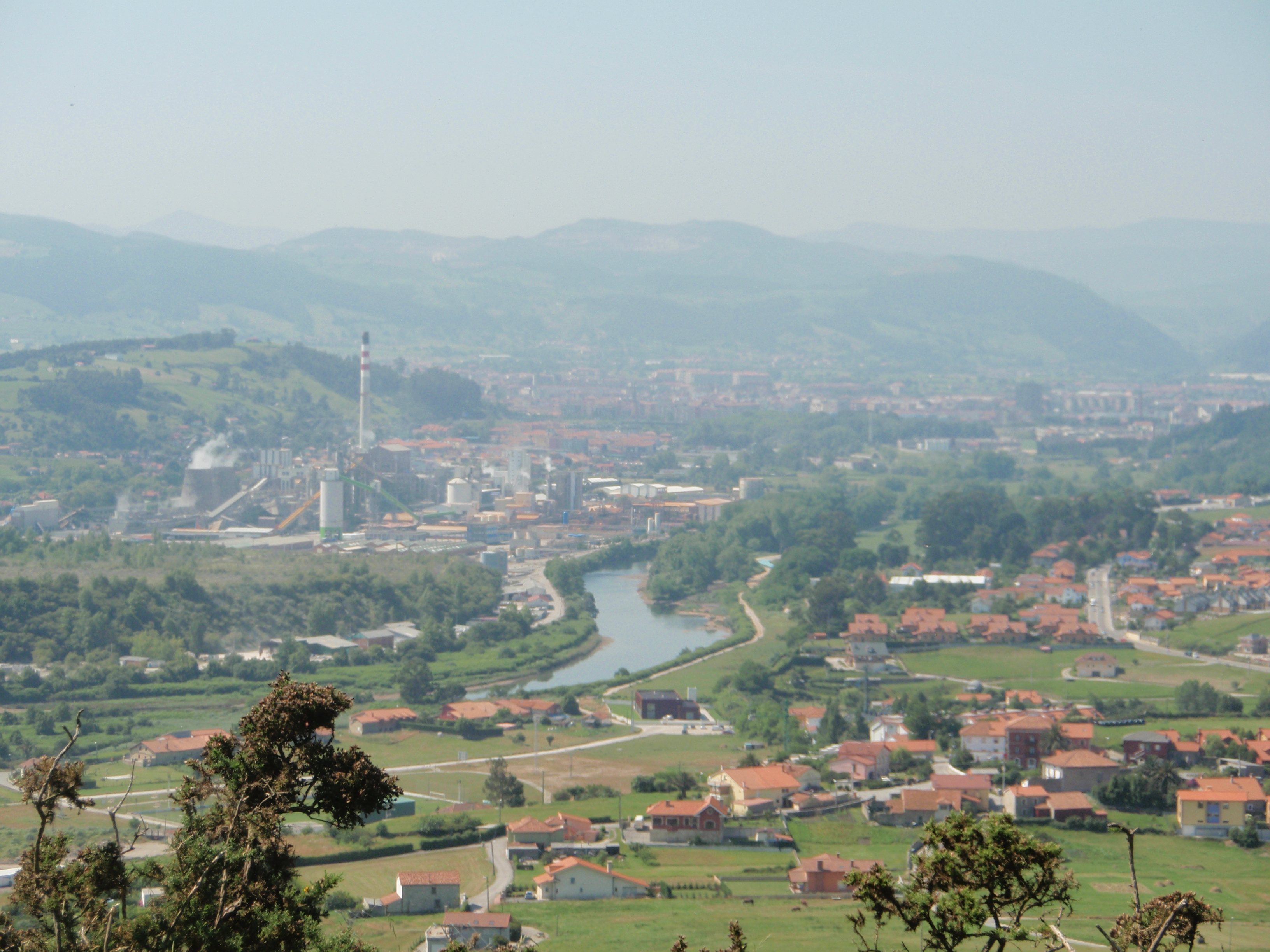
A la izquierda, planta de Solvay en Torrelavega.

El origen del Grupo Solvay está vinculado a la figura de Ernest Solvay (1838-1922), su fundador. De manera autodidacta adquiere conocimientos en química y física, y con poco más de 20 años descubre un método revolucionario para la obtención del carbonato sódico por el proceso al amoníaco, conocido hoy como proceso Solvay.
En 1863 constituye junto a su hermano la compañía Solvay & Cie y crea la primera fábrica de sosa en Couillet (Bélgica). A finales de 1888, la familia Solvay ya posee una importante red de fábricas en los principales países industrializados del continente. Cuando comienza la Primera Guerra Mundial, Solvay está presente en 13 países, entre ellos Estados Unidos y Rusia. Los ideales sociales progresistas del fundador se vieron implementados en toda su red de fábricas.
Ernest Solvay falleció en 1922; para entonces, el entramado industrial y social ya había florecido y prosperado, estando presentes numerosas fábricas en Estados Unidos y sobre todo en Europa.

## Solvay en España
Solvay tiene en Torrelavega (Cantabria) su sede corporativa y la mayor de sus instalaciones productivas del país. 
En España, el grupo Solvay cuenta con varios centros de trabajo. El mayor de todos ellos es el ya nombrado de Torrelavega (carbonato sódico, bicarbonato sódico, sal y derivados); tiene otras dos instalaciones productivas, una en Blanes (Gerona) ,donde se producen poliamidas, y otra en Escúzar, Granada (carbonato de estroncio), además de oficinas comerciales en Madrid y en Martorell (Barcelona). La fábrica de Martorell pasó a integrarse dentro de la sociedad Inovyn, fruto de la joint venture entre la compañía Ineos y la propia Solvay.
A lo largo del siglo XX Solvay explotó la mina de hulla de Lieres (Siero, Asturias) para abastecer la planta de Torrelavega. Creció así un singular complejo industrial y residencial que constituye el poblado llamado Solvay, catalogado como bien patrimonial.